# Prionostemma hondurasium
Prionostemma hondurasium is een hooiwagen uit de familie Sclerosomatidae.